# مطبخ لاتفي
يتكون المطبخ اللاتفي عادة من المنتجات الزراعية، مع وجود اللحوم في معظم الأطباق الرئيسية. تستهلك الأسماك بشكل شائع بسبب موقع لاتفيا على الشاطئ الشرقي لبحر البلطيق.
تأثر المطبخ اللاتفي ببلدان أخرى على حافة منطقة البلطيق. يتكون المطبخ من المكونات الشائعة في الوصفات اللاتفية محليًا، مثل البطاطس، والقمح، والشعير، والملفوف، والبصل، والبيض، ولحم الخنزير. يتميز المطبخ اللاتفي بموسميته بشكل ملحوظ، حيث يتميز كل موسم بمنتجاته وأطباقه المميزة.

## الوجبات
الإفطار عادةً ما يكون خفيفًا وعادةً يتكون من السندويشات أو عجة البيض مع مشروب، وغالبًا ما يكون الحليب. يتم تناول الغداء بين الساعة 12 ظهرًا و3 مساءً، ويُعتبر الوجبة الرئيسية في اليوم؛ لذلك يمكن أن يشمل مجموعة متنوعة من الأطعمة، وأحيانًا تُقدّم الشوربة كوجبة افتتاحية (entrée) مع حلوى للتحلية. بين الغداء والعشاء، يتم أحيانًا تناول وجبة صغيرة تُعرف بـلاوناجس (launags)، وتكون عادةً وجبة خفيفة، فاكهة طازجة، حلوى أو كمية صغيرة من الطعام اللذيذ. أصبح تناول الوجبات الجاهزة أو وجبات مجمدة أمرًا شائعًا الآن. وجبة خفيفة أخرى صغيرة، تُعرف بـناكسنيناس (naksniņas)، شائعة قبل النوم.

## الأطعمة والأطباق الشائعة

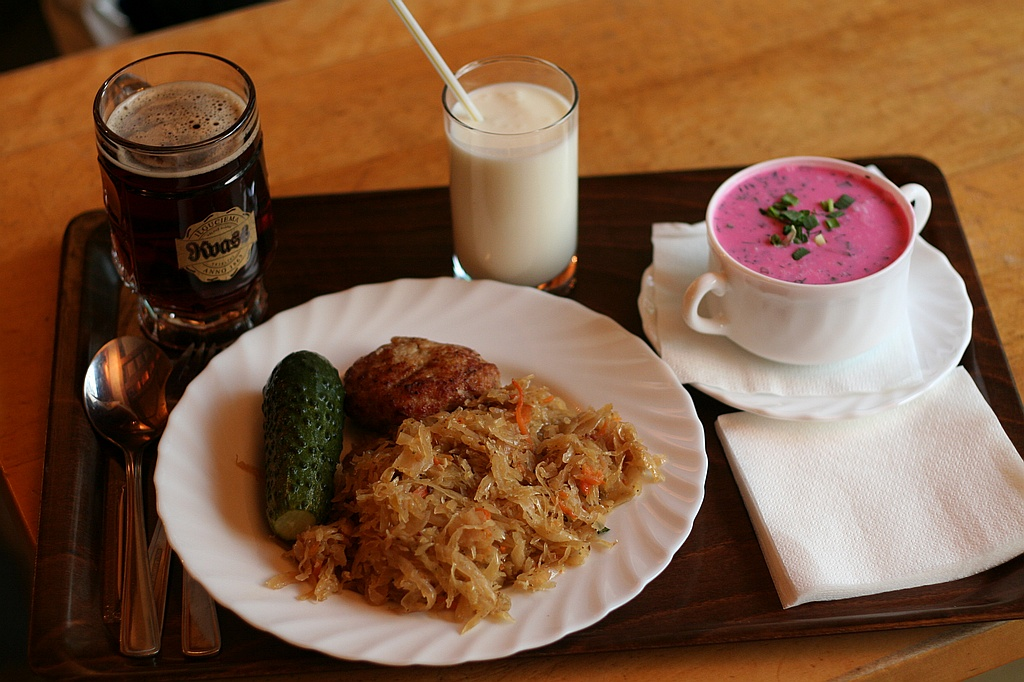
وجبة غداء لاتفي من مطعم "Lido" تتضمن بورشت بارد، كرنب مخلل، ضلعة، خيار مخلل، كفير وكفاس

تُعد المأكولات اللاتفية نموذجية لمنطقة البلطيق وعمومًا لأوروبا الشمالية. غالبًا ما تكون الأطباق الرئيسية غنية بالدهون. في التوابل، تُستخدم التوابل المجففة مثل الكمون، الفلفل الأسود، والفلفل الحلو، وتُعتبر الأعشاب الطازجة مثل البقدونس، والبصل الأخضر، وخاصة الشبت ذات أهمية خاصة.
نشأت المأكولات اللاتفية من ثقافة الفلاحين وتعتمد بشكل كبير على المحاصيل التي تنمو في لاتفيا بمناخها المعتدل البحري. تشمل العناصر الأساسية الشيلم، القمح، الحنطة السوداء، الشوفان، البازلاء، البنجر، الملفوف، منتجات لحم الخنزير، والبطاطس. تقدم المأكولات اللاتفية تشكيلة واسعة من أنواع الخبز ومنتجات الألبان، ويُعتبر خبز الشيلم الداكن (روبجميس) من التخصصات اللاتفية. تُشكل اللحوم العنصر الرئيسي في معظم الأطباق، لكن الأسماك تُستهلك أيضًا بكثرة، خاصة في المناطق الساحلية القريبة من بحر البلطيق. وتُعتبر اللحوم والأسماك المدخنة، سواء الساخنة أو الباردة، شائعة.
ترجع العديد من الأطباق الشائعة في لاتفيا المعاصرة إلى جذورها السلافية، الجرمانية، والإسكندنافية. وتشمل الأطباق الشهيرة التي تم تبنيها من المطبخ السوفيتي ‏: بيلميني (pelmeņi) مع قشدة حامضة، برش الأوكراني (borščs)، ستروجانوف (stroganovs)، الرنجة الملبسة (siļķe kažokā)، شاشليك (šašliks)، سلطة أوليفيه (rasols)، بيلاف (plovs)، كفير (kefīrs)، كفاس، وسولانكا (soļanka). وكذلك الحلويات مثل ميدوفك (meduskūka) وميل فوي (Napoleona kūka). يمكن ملاحظة التأثيرات الألمانية في أطباق مثل كرنب مخلل مكرمل (štovēti kāposti) وشرائح لحم الخنزير (karbonāde). كما تُعتبر كرات اللحم البولندية (kotlete) وفطائر اللحم المحشوة (pīrāgi) شائعة جدًا.
أكثر المشروبات الكحولية استهلاكًا هو الجعة، مع وجود مشهد مزدهر للبيرة الحرفية. المشروب الوطني هو ريغا بلاك بالسام.

### منتجات الألبان

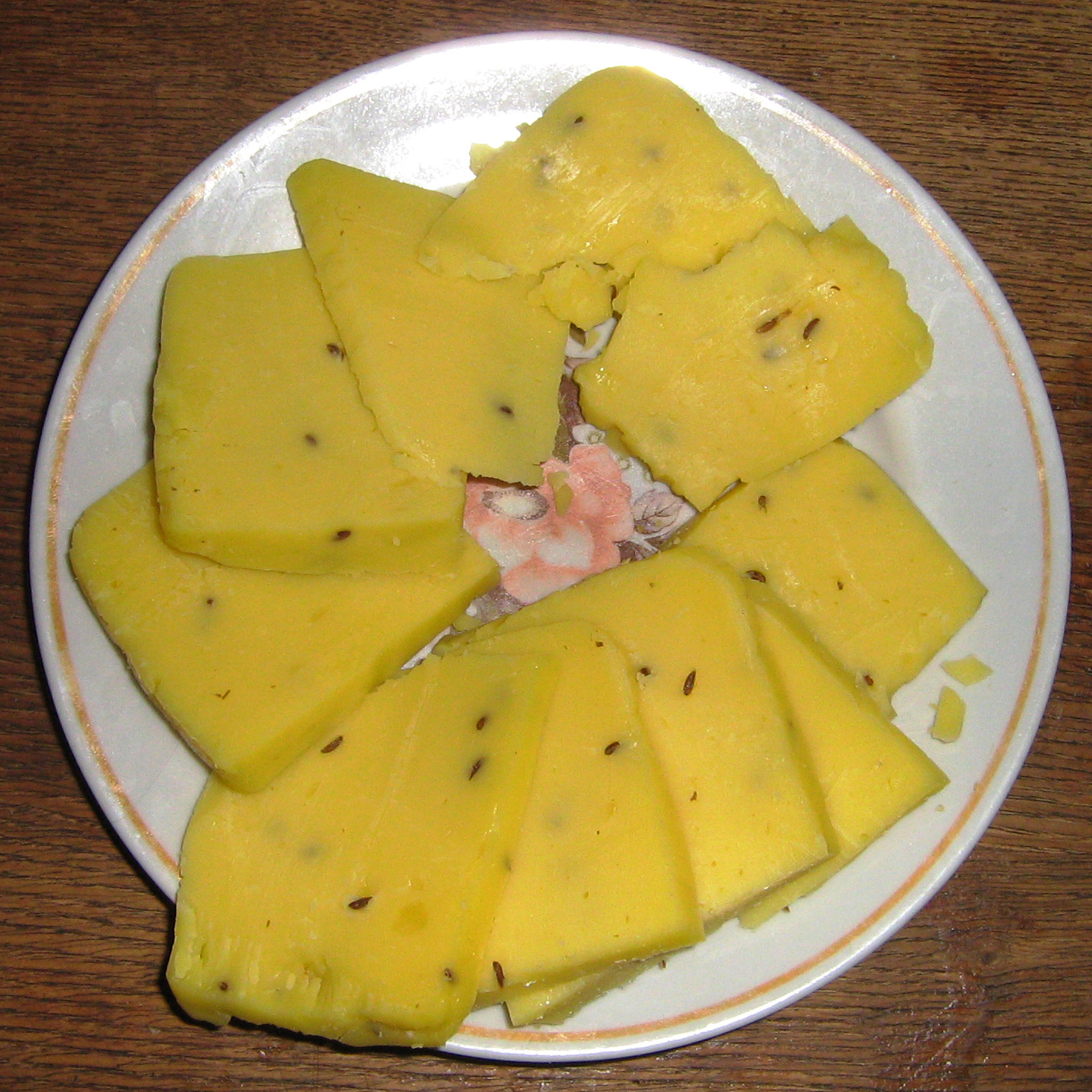
جبنة Jāņi المصنوعة من كروياء، والتي تقدم تقليديًا في مهرجان الصيف Jāņi.

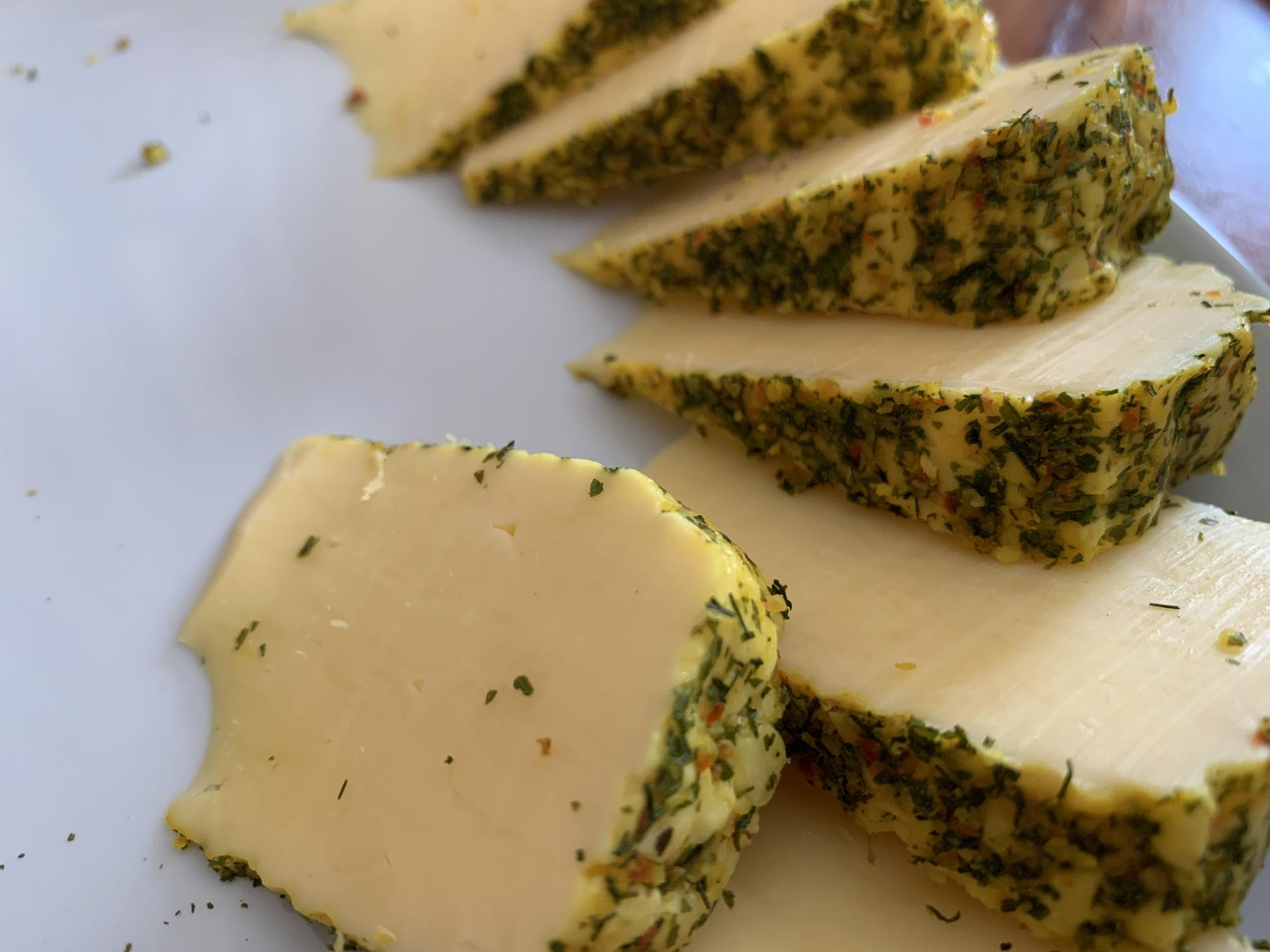
جبنة لاتيفية بالأعشاب

تُعتبر لاتفيا أغنى بمنتجات الألبان مقارنة بالدول الغربية الأخرى. تتوفر مجموعة متنوعة من منتجات الألبان مثل جبن قريش (biezpiens)، القشدة الحامضة (skābais krējums)، والحليب الحامض (rūgušpiens)، بالإضافة إلى أنواع مختلفة من الأجبان الطازجة والمجففة. يُستهلك الكفير، الحليب الحامض، والمشروبات الأخرى المخمرة من الحليب عادةً بجانب الوجبات الساخنة.
يُخلط جبن القريش في كثير من الأحيان مع القشدة الحامضة والأعشاب الطازجة كوجبة إفطار، كما يُضاف إلى السلطات ويُستخدم في الكعك والحلويات الأخرى مثل وجبة خثارة (biezpiena sieriņš). في عام 2012، تم التصويت لوجبة الخثارة Kārums كأكثر منتج مفضل لدى المستهلكين اللاتفيين، حيث حصلت على 20% من الأصوات. لتناول الغداء، يُقدم جبن القريش تقليديًا مع البطاطس المسلوقة، الرنجة المملحة قليلاً، بصل أخضر، والقشدة الحامضة.
منذ أوائل القرن العشرين، ينتج نوع مميز من الزبدة في روتسافا يُعرف بزبدة روتسافا البيضاء ‏ (Rucavas baltais sviests). تُعد هذه الزبدة أقل دسمًا من الزبدة العادية، حيث تحتوي على متوسط 40% من الدهون. في عام 2018، حصل هذا النوع من الزبدة على تصنيف Protected Designation of Origin في الاتحاد الأوروبي. تُصنع زبدة القنب (kaņepju sviests) من بذور القنب المحمصة المطحونة جيدًا، والممزوجة بالزبدة أو زيت القنب.
يتم في كثير من الأحيان إضافة البذور، المكسرات، الفواكه المجففة، البرسيم أو مزيج من الأعشاب المجففة إلى الجبن. كما يُدخن أو يُعمر في الزيت، بينما يُقدم الجبن الطازج مع الثوم أو الأعشاب. يُصنع جبن Jāņi، وهو جبن حليب حامض طازج مع بذور الكراوية، ويُقدم خلال مهرجان منتصف الصيف Jāņi ويُعتبر رمزًا لثقافة لاتفيا. وأدرج في سجل التخصص التقليدي المضمون ‏ التابع للاتحاد الأوروبي في عام 2015.

### الحساء

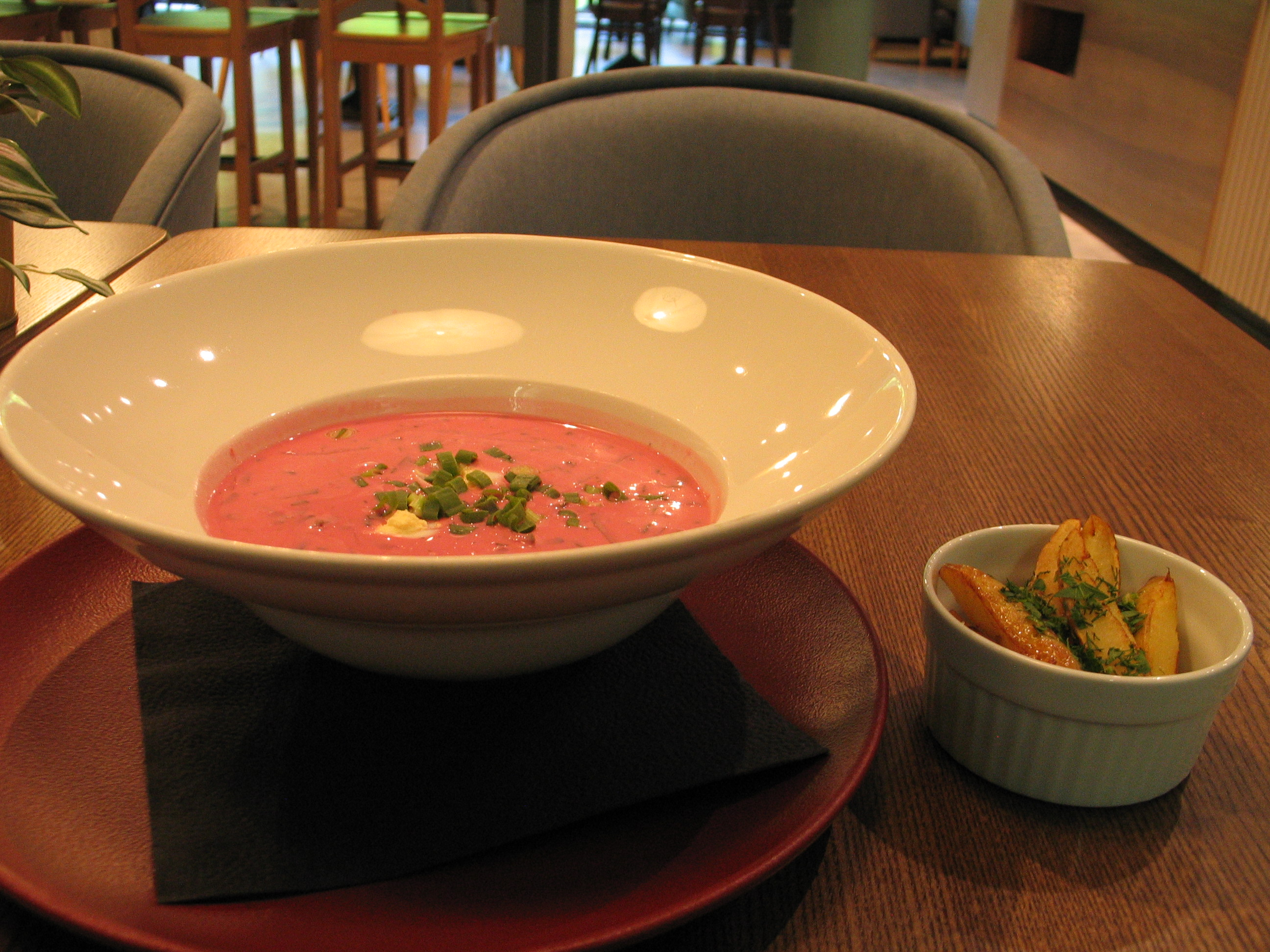
يقدم البرش مع البطاطس المقلية.

يُحضَّر الحساء في لاتفيا غالبًا باستخدام الخضروات والمرق أو الكفير. تُعد أنواع الحساء الشهيرة مثل برش بارد (aukstā zupa)، حساء السمك (zivju zupa)، حساء الحماض (skābeņu zupa) وحساء الفطر (sēņu zupa) من الأطباق التي يتناولها اللاتفيون. كما يُعتبر "حساء خبز الشيلم" (maizes zupa) من الحلويات التقليدية، ويُعد من خبز الشيلم والقشدة المخفوقة والفواكه المجففة والتوت البري.
البرش البارد يُتناول عادة في فصلي الربيع والصيف، ويتكون من الكفير أو الحليب الحامض، البنجر المسلوق، الفجل المقطع، الخيار الطازج، البيض المسلوق، والأعشاب الطازجة.

### الخبز

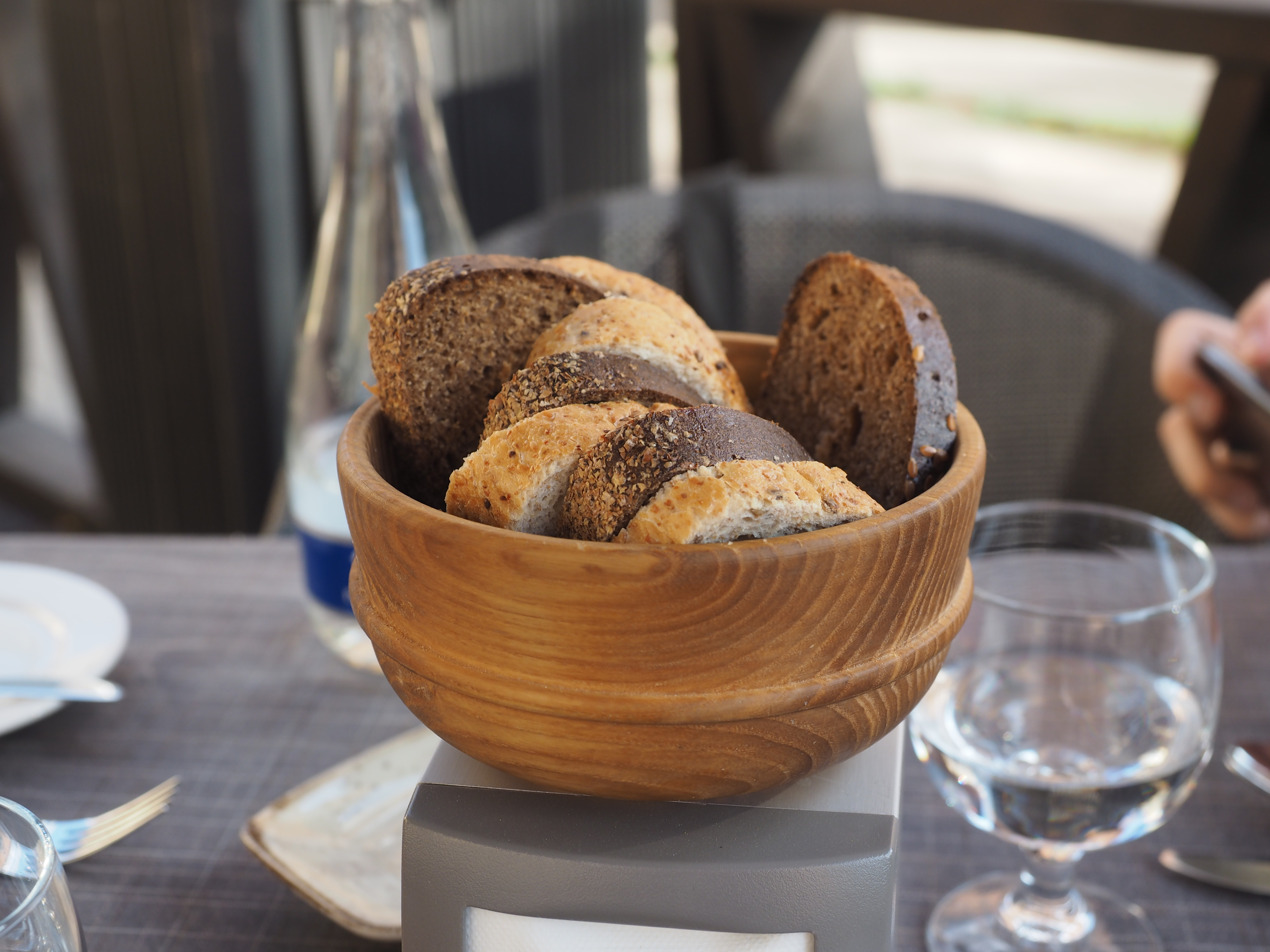
شرائح من الخبز الأبيض وخبز الشيلم في مطعم بريغا.

يُعد خبز الشيلم (rudzu maize) غذاءً رئيسيًا في لاتفيا منذ قرون، وهو مدرج في الثقافة اللاتفية وسجل التخصصات التقليدية المضمونة ‏ التابع للاتحاد الأوروبي. يُشبه هذا الخبز الخبز الأسود الروسي أو الألماني، ويتم إعداده من دقيق الشيلم الخشن، الملت وبذور الكراوية، ويُخبز تقليديًا في فرن خشبي. نوع آخر شهير من الخبز هو خبز العجين المُخمّر (saldskābmaize) المُعد من دقيق الشيلم الناعم وبذور الكراوية. كما يُقدَّم خبز الشيلم المقلي مع الثوم (ķiploku grauzdiņi) والمايونيز كمقبلات في المطاعم والحانات. تاريخيًا، كان يُعتبر الخبز الأبيض (baltmaize) طعامًا فاخرًا يُقدم فقط في المناسبات الاحتفالية.

### المخبوزات

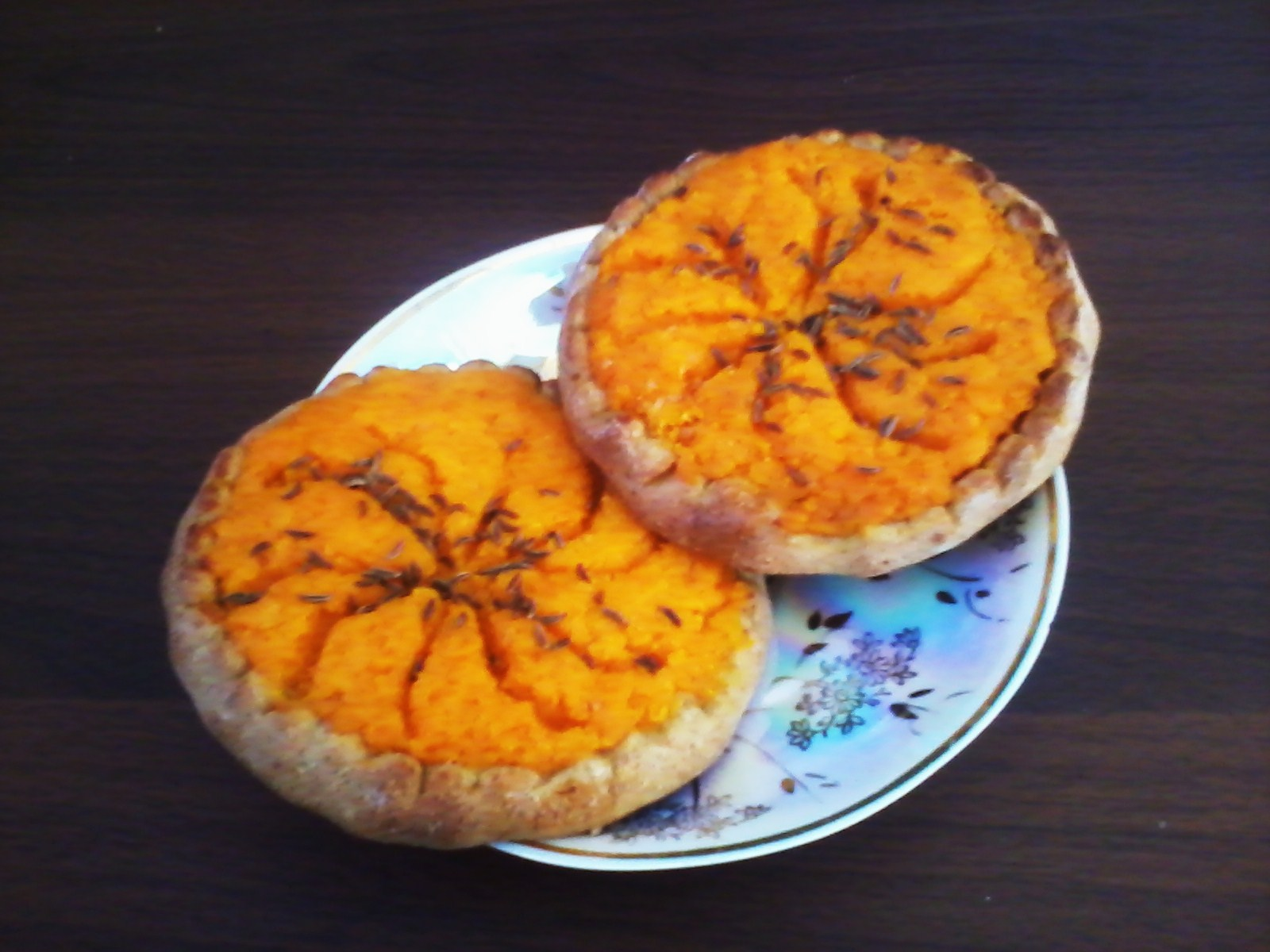
Sklandrausis

من المخبوزات الشهيرة في لاتفيا speķrauši، وهي فطائر تُصنع من دقيق القمح أو الشيلم، وتُحشى بشرائح قديد الخنزير والبصل. أحيانًا تُضاف بذور الكراوية إلى العجين. تُقدَّم speķrauši غالبًا خلال الانقلاب الشتوي Ziemassvētki والانقلاب الصيفي Jāņi.
Kliņģeris، عبارة عن عقدية حلوة وكبيرة تُزين بالفواكه المجففة والتوابل، وتُقدَّم كحلوى في المناسبات الخاصة مثل يوم الاسم وأعياد الميلاد. Sklandrausis، طبق تقليدي في المطبخ اللاتفي ذو أصول ليفونية، وهو فطيرة حلوة مصنوعة من عجين الشيلم، ومحشوة بالبطاطس والجزر المهروسين، ومُتبلة ببذور الكراوية. في عام 2013، حصلت sklandrausis على تصنيف "تخصص تقليدي مضمون" من المفوضية الأوروبية. تُعد فطائر البطاطس ‏ مع السلمون المدخن والقشدة الحامضة من الأطباق المحببة أيضًا.

### المشروبات

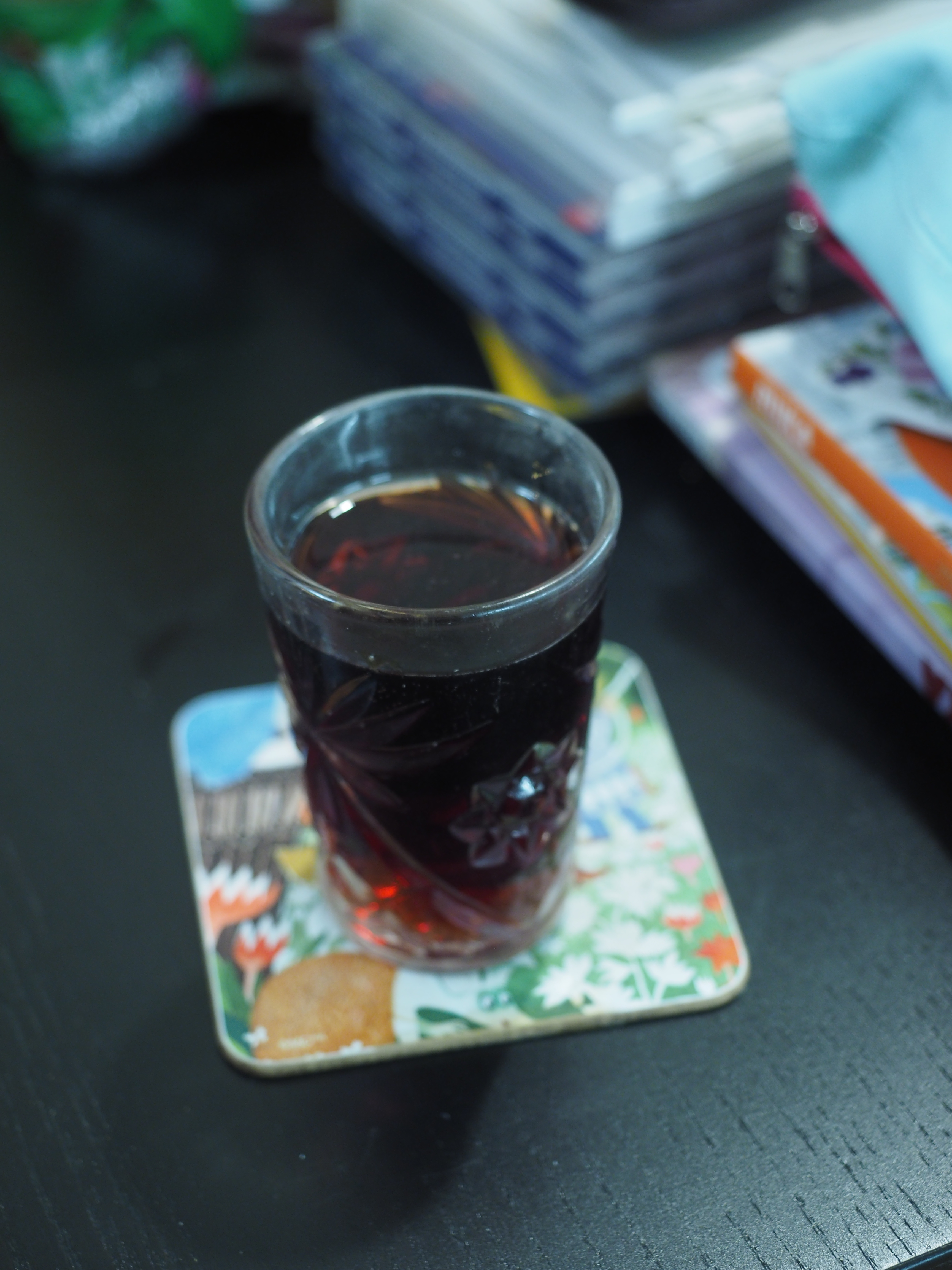
كأس صغير من ريغا بلاك بالسام

كان اللاتفيون القدماء يصنعون الجعة (alus)، البتع (miestiņš)، وجعة العسل (medalus) قبل القرن الثالث عشر، لاستخدامها في المناسبات الاحتفالية وكذلك في الحياة اليومية. بعد الحملات الصليبية الشمالية، تأثرت عملية تخمير الجعة المحلية بالتقنيات الأوروبية الغربية القادمة. على سبيل المثال، استُبدلت العديد من الأعشاب التي كانت تُستخدم سابقًا في التخمير بالقفزات كمادة حافظة ومنكهة.
إحدى مصانع الجعة الحرفية التي تستلهم التقاليد القديمة هي Labietis [اللاتفية]، حيث تستخدم مجموعة متنوعة من الأعشاب، الزهور، التوت، والتوابل في إنتاجها.
مشروب شهير جدًا في الربيع هو عصير البتولا الطازج. تقليديًا، كان يتم حفظ العصير بإضافة زبيب، قشر الليمون، وأغصان الكشمش الأسود. يُباع عصير البتولا كل ربيع في الأسواق وعلى جوانب الطرق، لكنه يظهر أيضًا في منتجات مكررة مثل عصير البتولا الغازي، نبيذ وعصير بتولا الفوار، والنبذ الساخن والشنبص.
كفاس، الذي يُصنع تقليديًا من خبز الشيلم المخمر، ما زال يتمتع بشعبية كبيرة في لاتفيا. خلال فترة جمهورية لاتفيا الاشتراكية السوفيتية، كان الكفاس يُباع بواسطة باعة متجولين من عربات تحتوي على براميل صفراء كبيرة، أما الآن فيمكن شراء الكفاس المُنتج بكميات كبيرة من السوبرماركت.

### الفطر
تتمتع لاتفيا بتقاليد قديمة مرتبطة بجمع الفطر الصالح للأكل. يعتبر البحث عن الفطر البري نشاطًا شائعًا للغاية في فصل الصيف والخريف. يشمل ذلك الوصفات التقليدية والحديثة لتحضير الفطر. يوجد حوالي 4,100 نوع معروف من الفطر في لاتفيا، منها 1,100 نوع من الفطر الكأسي، ويُعتبر ربع هذه الأنواع تقريبًا صالحًا للأكل. من أشهر الأنواع الصالحة للأكل البوليط والكويزي.
يُعد صوص الفطر التقليدي من الفطر البري، البصل، الثوم، القشدة الحلوة أو الحامضة، وأحيانًا اللحم المقدد. يتم تقديم هذا الصوص عادةً مع البطاطا المسلوقة والمخللات.

## روابط خارجية
- الأكلات اللاتفية